# Lourdes Mayer
Maria de Lourdes Cantanheda (Rio de Janeiro, 13 de março de 1920 — Rio de Janeiro, 25 de julho de 1998) foi uma atriz, radialista e dubladora brasileira.

## Biografia
De família de artistas, era filha da atriz e radialista Luiza Nazareth, filha dos espanhóis Manuel Muñoz e Ángela Díaz, e irmã das atrizes Alair Nazareth e Zilka Salaberry. Foi esposa do ator Rodolfo Mayer, com quem teve dois filhos, Ricardo e Rodolfo.
Foi uma das estrelas da "era de ouro" do radioteatro, na década de 1950. Chefiou o setor de elenco da TV Educativa. Trabalhou em telenovelas como "Dancin' Days", "Vale Tudo", "Anos Rebeldes" e "Xica da Silva".  Era chamada pelos amigos artistas de "Anjo bom".
Lourdes estava internada no Hospital Evangélico, na Tijuca (zona norte), com problemas respiratórios. Faleceu em decorrências de de um enfisema Pulmonar.

## Carreira

### Cinema
| Ano  | Título                 | Personagem |
| ---- | ---------------------- | ---------- |
| 1939 | Onde Estás Felicidade? | Amiga      |
| 1964 | Sangue na Madrugada    | —          |
| 1969 | O Rei da Pilantragem   | —          |
| 1976 | O Ibraim do Subúrbio   | Geralda    |
| 1978 | Chuvas de Verão        | Dona Helô  |
| 1987 | Sonhos de Menina Moça  | Tia Ana    |

### Televisão
| Ano  | Título                          | Personagem               | Notas                               |
| ---- | ------------------------------- | ------------------------ | ----------------------------------- |
| 1951 | O Drama de Uma Consciência      | —                        |                                     |
| 1953 | Coração Delator                 | —                        |                                     |
| 1955 | As Professoras                  | —                        |                                     |
| 1956 | Quanto cantam as Cigarras       | —                        |                                     |
| 1964 | O Acusador                      | —                        |                                     |
| 1967 | Anastácia, a Mulher sem Destino | Duquesa Ana de Forestier |                                     |
| 1969 | O Retrato de Laura              | —                        |                                     |
| 1969 | Enquanto Houver Estrelas        | Sílvia                   |                                     |
| 1970 | E Nós, Aonde Vamos?             | Marta                    |                                     |
| 1973 | João da Silva                   | —                        |                                     |
| 1975 | O Grito                         | Olímpia                  |                                     |
| 1976 | O Feijão e o Sonho              | —                        |                                     |
| 1978 | Maria, Maria                    | Florinda                 |                                     |
| 1978 | Dancin' Days                    | Ester Santos             |                                     |
| 1979 | Aplauso                         | —                        | Episódio: "Vestido de Noiva"        |
| 1980 | Olhai os Lírios do Campo        | Alzira                   |                                     |
| 1980 | Marina                          | Felícia                  |                                     |
| 1981 | Ciranda de Pedra                | —                        |                                     |
| 1982 | Caso Verdade                    | Iracy                    | Episódio: "Por Uma Fresta de Sol"   |
| 1982 | Conflito                        | Rosa                     |                                     |
| 1983 | Louco Amor                      | Raquel                   |                                     |
| 1984 | Caso Verdade                    | Adelina                  | Episódio: "A Terceira Idade"        |
| 1984 | Caso Verdade                    | Isaura                   | Episódio: "Começando a Vida"        |
| 1984 | Vereda Tropical                 | Dona Ondina              |                                     |
| 1987 | Direito de Amar                 | Dona Amélia Alvim        |                                     |
| 1988 | Vale Tudo                       | Dona Pequenina           |                                     |
| 1988 | Vida Nova                       | Virgínia                 |                                     |
| 1990 | Tele Tema                       | Dona Amélia              | Episódio: "Arco da Velha"           |
| 1990 | Fronteiras do Desconhecido      | Nevita                   | Episódio: "A Personalidade Intrusa" |
| 1992 | Anos Rebeldes                   | Marta Damasceno          |                                     |
| 1994 | Confissões de Adolescente       | Vovó Cecília             |                                     |
| 1995 | A Idade da Loba                 | —                        |                                     |
| 1996 | O Campeão                       | Hortênsia                |                                     |
| 1996 | Xica da Silva                   | Madre Superiora Luzia    |                                     |

## Teatro[11]
- 1981 - Pequenos Burgueses
- 1975 - O Tempo e os Conways
- 1972 - Abelardo e Heloísa
- 1971/1972 - Liberdade para as Borboletas
- 1970/1971 - Em Família
- 1969 - Catarina... da Rússia, naturalmente!
- 1965/1966 - Cocó, My Darling
- 1965 - Dona Violante Miranda
- 1964 - A Quinta Cabeça
- 1963 - A Paixão
- 1962 - Período de Ajustamento
- 1961/1962 - Society em Baby Doll
- 1959 - É Proibido Fazer Milagres no Corredor
- 1957 - Mulheres /
- 1957 - Poeira de Estrelas
- 1957 - Obrigada, pelo Amor de Vocês
- 1956 - Um Passo no Escuro
- 1951 - A Cor do Silêncio
- 1948 - Ele
- 1947 - Toda a Vida em Quinze Dias
- 1947 - Um Raio de Sol
- 1946 - Uma Mulher Sem Importância
- 1946 - 1946 - A Família Barrett
- 1944 - A Bela Adormecida no Bosque
- 1944 - Ana Lúcia no País das Fadas
- 1944 - Branca de Neve e os Sete Anões
- 1942 - A Casa Branca da Serra
- 1942 - A Comédia da Vida
- 1942 - A Dama das Camélias
- 1942 - A Mulher Sem Pecado
- 1942 - Aladino e a Lâmpada Maravilhosa
- 1942 - Caxias
- 1942 - Esquecer
- 1942 - Gata Borralheira
- 1942 - Guerras do Alecrim e da Manjerona
- 1942 - Mulheres Modernas
- 1942 - O Caçador de Esmeraldas
- 1942 - O Homem Que Não Soube Amar
- 1942 - O Menino Jesus
- 1942 -  O Revelão
- 1942 -  Ombro, Armas!
- 1941 - A Comédia da Vida
- 1941 - Mulheres Modernas
- 1938 - Marquesa de Santos
- 1937 - Anna Christie
- 1937 - O Gosto da Vida
- 1937 - Uma Loura Oxigenada

## Dublagens
- Rainha Má - Branca de Neve e os Sete Anões
- Madame Adelaide Bonfamille (Hermione Baddeley) - Aristogatas